# People Are Dead
People Are Dead è un film del 2002 diretto da Kevin Ford.

## Trama
Un gruppo di persone, sconosciute gli uni agli altri, trovano un collegamento tra di loro a causa di una tragedia avvenuta a Manhattan: l'omicidio di Mia Tyler. Chi di loro è l'assassino?